# Michael Obst

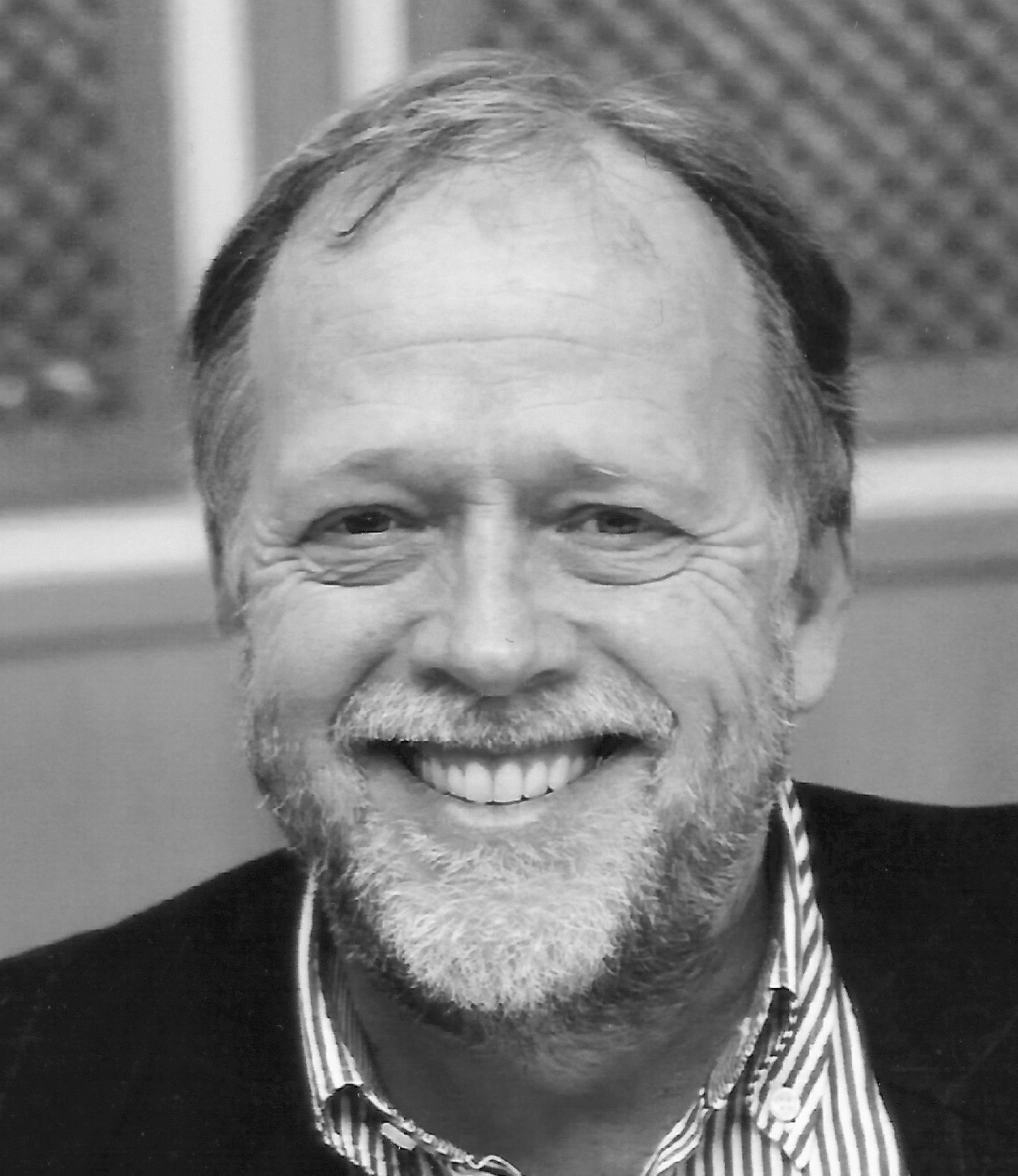
Michael Obst

Michael Obst (* 30. November 1955 in Frankfurt am Main) ist ein deutscher Komponist und Pianist.

## Leben
Obst studierte von 1973 bis 1978 Schulmusik in Mainz und von 1977 bis 1982 Klavier bei Alfons Kontarsky und Aloys Kontarsky in Köln. Dort legte er 1982 sein Konzertexamen als Pianist ab. Von 1981 bis 1992 war er Pianist des Ensemble Modern, von 1986 bis 1989 arbeitete er als Interpret mit Karlheinz Stockhausen.
Zeitgleich studierte er zwischen 1979 und 1986 Komposition bei Hans Ulrich Humpert im Studio für elektronische Musik der Hochschule für Musik Köln. Es folgten Einladungen in die Studios von Gent (IPEM), Stockholm (EMS), Bourges (GmeB), Paris (IRCAM), Freiburg (SWR-Strobelstiftung) sowie in das Studio für elektronische Musik des WDR in Köln. Von 1997 bis 2021 war er Professor für Komposition an der Hochschule für Musik Franz Liszt in Weimar, von 2010 bis 2013 außerdem an der Universität für Musik und darstellende Kunst in Wien.

## Ausgewählte Ur- und Erstaufführungen
- 10 Jahre IRCAM Paris 1987: Kristallwelt III (UA) für Ensemble und Tonband, Auftragswerk IRCAM
- Donaueschinger Musiktage 1987: Kristallwelt III (deutsche EA) für Ensemble und Tonband
- Donaueschinger Musiktage 1989: Miroirs (UA) für 6 Vokalsolisten, Auftragswerk SWF
- Donaueschinger Musiktage 1995: Diaphonia (UA) für Solisten, Orchester und Live-Elektronik, Auftragswerk SWF
- Weltmusiktage (ISCM) Cologne 1987: Chansons (UA) für Mezzosopran, 5 Instrumente, Live-Elektronik und Tonband, Auftragswerk WDR
- Holland-Festival Amsterdam 1990: Kristallwelt III (holländische EA) für Ensemble und Tonband
- 10 Jahre Ensemble Modern, Frankfurt 1990: Nachtstücke (UA) für 7 Instrumente und Live-Elektronik
- Présence ‘92 -jeunes compositeurs- Radio France, Paris: Fresko (UA) für 5 Instrumente, Auftragswerk Radio France
- Musik-Kino, Philharmonie Köln 1992: Dr. Mabuse Teil I (UA), Musik für den Stummfilm von Fritz Lang für Ensemble, Auftragswerk Philharmonie Köln
- CineMémoire, Paris 1993: Dr. Mabuse I+II, für Ensemble und Live-Elektronik, UA Auftragswerk [Teil II] IRCAM/EIC
- Münchner Biennale 4. Dezember 1996: Solaris (UA), Kammeroper, Koproduktion von IRCAM/Paris und München, Auftragswerk GEMA-Stiftung München
- MusikTriennale Köln 1997: Shadow of a Doubt (UA) für Solo-Schlagzeug und Ensemble, Auftragswerk Philharmonie Köln
- Kulturstadt Europas 10. Juli 1999 – Weimar: “Caroline” (UA), Oper, Auftragswerk Deutsches Nationaltheater Weimar
- Le Merveilleuse Festival 2003, Cité de la Musique, Paris: “Nosferatu” (Murnau) (UA), Musik zum Stummfilm für Ensemble, Auftragswerk Ensemble InterContemporain Paris
- Gewandhaus Leipzig 2006: Espaces sonores (UA) für Bläserquintett und Orchester, Auftragswerk des Radio-Sinfonie-Orchesters Leipzig (MDR)
- MainFranken Theater Würzburg 2010: Die andere Seite (Kubin) (UA), Auftragswerk MainFranken Theater
- Bayerische Theaterakademie August Everding 4. Dezember 2013, Solaris Kammeroper, R: Kovalik Balázs
- Festival cresc...Biennale für moderne Musik, Frankfurt 2013, Die Befristeten (UA), konzertantes Hörspiel nach dem gleichnamigen Theaterstück von Elias Canetti
- Landestheater Linz, 17. September 2016, Solaris (österreichische EA), ML: Daniel Linton-France, R: Hermann Schneider
- Landestheater Linz, Mai 2017, Die andere Seite (österreichische EA), ML: Dennis Russel Davies, R: John Dew
- Landestheater Linz, 21. Mai 2022, Unter dem Gletscher (Uraufführung), ML: Ingmar Beck, R: Hermann Schneider

### Bühnenwerke
| Uraufführung                                   | Titel               | Description                                                             | Libretto and source                                                 |
| ---------------------------------------------- | ------------------- | ----------------------------------------------------------------------- | ------------------------------------------------------------------- |
| 4. Dez 1996, Muffathalle / Münchener Biennale  | Solaris             | Kammeroper in drei Teilen mit einer Ouvertüre und einem Intermezzo, 90' | der Komponist, nach dem Roman von Stanislaw Lem                     |
| 10. Jul 1999, Deutsches Nationaltheater Weimar | Caroline            | Oper in zwei Akten                                                      | Ralph Günther Mohnnau nach dem Leben von Caroline Schelling         |
| 25. Sep 2010, Mainfranken Theater Würzburg     | Die andere Seite    | Oper                                                                    | Hermann Schneider, nach dem gleichnamigen Roman von Alfred Kubin    |
| 21. Mai 2022, Landestheater Linz               | Unter dem Gletscher | Oper                                                                    | Hermann Schneider, nach dem gleichnamigen Roman von Halldór Laxness |

## Diskographie (Auswahl)
- Metal Drops, inside-metal drop music-Ye-Na-Je, elektronische Musik, CD Wergo WER SM 1043-2
- Crystal world, Crystal World I-III, elektronische Musik, CD Wergo WER 2011-50
- Michael Obst, Kristallwelt III-Fresko-Nachtstücke, EIC/IRCAM, CD Universal UN 925 0-048946-530627 (ehemals: Adès 205832)
- Diaphonia, SWF–Sinfonieorchester/Gielen, Donaueschingen 1995, CD col legno WWE 31898
- Fábrica, Elektroakustische Musik, Komponisten aus Nordrhein-Westfalen (Deutschland), CD Koch–Schwann 3–5037–3
- Oktett für Bläserensemble, Bläserensemble Sabine Meyer, EMI Records 7243-5-57084-2-7
- Klaviertrio Nr. 2 für Violine, Violoncello und Klavier, ABEGG-Trio, TACET Records 174

## Filmproduktionen
- DR MABUSE, DER SPIELER Ensemble InterContemporain – Ann Manson, ZDF-ARTE 1996
- SOLARIS Biennale München-Xsemble München – Musical Director: Peter Rundel, Stage Director: Anja Sündermann, Bayerischer Rundfunk 1996